# Jatropha macrantha
Jatropha macrantha är en törelväxtart som beskrevs av Johannes Müller Argoviensis. Jatropha macrantha ingår i släktet Jatropha och familjen törelväxter.
Artens utbredningsområde är Peru. Inga underarter finns listade i Catalogue of Life.